# Jelena Látalová
Jelena Látalová, rozená Jelena Fischerová, (23. srpna 1921 Praha – 3. dubna 2003 Černošice) byla česká historička umění, etnografka a fotografka.

## Život
Narodila se v rodině dětského lékaře Jana Fischera a ilustrátorky Marie Fischerové-Kvěchové. Měla sestru Marii a bratra Jana. S etnografií se setkala již v mládí, kdy její rodiče cestovali po etnograficky zajímavých lokalitách v Čechách, na Moravě a Slovensku, Podkarpatské Rusi i v zahraničí (Bulharsko). Po maturitě na gymnáziu studovala v letech 1940–1943 fotografii na Grafické škole v Praze. Jejími učiteli byli například Josef Ehm, Jaromír Funke či Rudolf Skopec. Po ukončení školy pracovala ve Státním fotoměřickém ústavu pod vedením Karla Plicky. Po skončení druhé světové války studovala etnografii a dějiny umění na Filozofické fakultě Univerzity Karlovy. Studia zakončila v roce 1950. Poté se podílela na terénních etnografických průzkumech, kde uplatnila své fotografické školení. Dokumentovala lidové slavnosti, masopusty, poutě. Dále se věnovala dokumentaci práce lidových umělců a řemeslníků. Od roku 1957 pracovala v etnografickém oddělení Národního muzea v Praze.
Po roce 1989 připravila v vydání knihy své matky Marie Fischerové-Kvěchové pro děti.

## Spisy
- LÁTALOVÁ, Jelena. Příspěvky k poznání lidového výtvarného umění v Československu. Praha: Filosofická fakulta University Karlovy, 1949. 160 s.

## Výstavy
- Jelena Látalová – Fotografie, Muzeum lidových staveb v Kouřimi, Kouřim, 8. srpen – 28. říjen 2008, kurátoři: Miroslav Kotěšovec a Ivan Látal[1]
- Jelena Látalová – Fotografie, Podlipanské muzeum, Český Brod, 6. listopad 2013 – 31. březen 2014[2]
- Jelena Látalová: Etnografické studie, Galerie Josefa Sudka, Praha, 10. únor 2016 – 29. květen 2016, kurátor: Jan Mlčoch.[3]